# Kaʻahumanu
Elizabeta Kaʻahumanu (Maui, 17. ožujka 1768. – Manoa, 5. lipnja 1832.) bila je havajska kraljica regentica, kći Keeaumokua Pāpaiahiahija i Namahanai Kaleleokalani. Njezin je otac bio kraljevski savjetnik i prijatelj Kamehamehe I., kome je uređeno da se oženi s Kaʻahumanu kada je imao 13 godina. Iako je imao mnogo žena, Kaʻahumanu će postati njegova miljenica. Ona je bila ta koja je podržala i ohrabrila svog muža u ratu za ujedinjenje Havaja. Njezine sestre su bile kraljice Kalakua Kaheiheimalie i Namahana Piia, a braća Keeaumoku II. i Kuakini.

## Životopis

### Kraljica regentica
Nakon smrti Kamehamehe 5. svibnja 1819., Kaʻahumanu je prema kraljevoj želji podijelila vlast nad Havajima sa svojim posinkom koji je uzeo ime Kamehameha II. Skupština se složila i postavila je za premijera. Njena moć je rasla do pozicije kraljice-regenta, s kojom je vladala za vrijeme Kamehamehe II. i potonjeg Kamehamehe III., njegova brata.

### Feministica
Kaahumanu je bila ispred svog vremena boreći se za prava havajskih domorodačkih žena. Otklonila je tabue koji su forsirali havajske žene. Izborila se, u zajedništvu s Keōpūolani, kraljicom Kamehamehe II., da jede za istim stolom kao i mladi kralj, čime je razbila pravila starog društva.

### Kaumualiʻiod Kauaia
Kada joj je muž umro, Kaahumanu se uplašila da će otok Kauai, koje Kamehameha nikada nije silom osvojio, prekinuti svoj odnos s kraljevinom. 9. listopada 1821. Kaahumanu je kidnapirala guvernera otoka Kauai, Kaumualiʻija i s njim se na silu vjenčala.

### Pokrštavanje
Travnja 1824., Kaahumanu je službeno objavila svoje pristupanje protestantizmu i pozvala svoje podanike da se krste. Iste godine predstavila je Havajima prvi havajski poredak zasnovan na kršćanskoj etici i vrijednostima. Kaʻahumanu je krštena 5. prosinca 1825. na mjestu gde je danas crkva Kavaiahao.
Misionari su uvjerili Kaʻahumanu da rimokatolici trebaju biti protjerani s otoka. 7. srpnja 1827. Kaʻahumanu je naredila prvim katoličkim misionarima da napuste otok. 1830. Kaʻahumanu je potpisala zakon koji je zabranio katoličko učenje i zaprijetio deportacijom svakome tko bi se oglušio o zakon.

### Relacije sa SAD-om
Kaʻahumanu je prva pregovarala sa Sjedinjenim Američkim Državama, s predsjednikom Johnom Adamsom, 1826. Pregovori su uspostavili odgovornost havajskih domorodaca koji su dugovali američkim trgovcima. Dug je plaćen sandalovinom vrijednom 150 000 američkih dolara. Isti dokument je bio i sporazum o slobodnoj trgovini, osiguravajući Amerikancima pravo da uplove u sve luke Havaja za potrebe trgovine. Amerikancima je zagarantirano i pravo da tuže havajskim sudovima i da budu zaštićeni prema havajskim zakonima.

### Kraj vladavine
Kaʻahumanu se 1830. razboljela i njeno je zdravlje ujednačeno kopnilo. Umrla je 5. lipnja 1832. U njenu čast misionari su tiskali novu kopiju Novog zavjeta na havajskom jeziku. Opelo je održano u crkvi koju je proglasila Westminsterskom opatijom Havaja. Sahranjena je na posjedu palače ʻIolani, ali je kasnije premještena u Kraljevski mauzolej Havaja.